# Malalai van Maiwand
Malalai van Maiwand (Afghaans:د معيړند ملالۍ), ook bekend als Malala (Afghaans:ملاله) en Malalai Anaa (Afghaans:ملالۍ انا, dit betekent Malalai de "Grootmoeder") (Khig (Afghanistan), 1861 - Maiwand (Afghanistan), 27 juli 1880 ), is een Afghaanse volksheldin. Ze vocht met Ajoeb Khan in de Slag bij Maiwand van 27 juli 1880 tijdens de Tweede Anglo-Afghaanse oorlog en was verantwoordelijk voor de Afghaanse overwinning. Ze wordt ook wel de Afghaanse Jeanne d'Arc genoemd. In Afghanistan zijn er vele scholen, ziekenhuizen en andere instellingen naar haar vernoemd. Haar verhaal staat in alle Afghaanse schoolboeken.

## Jeugd
Malalai werd in 1861 geboren in Khig, een klein dorp 5 km ten zuidwesten van Maiwand in de zuidelijke provincie Kandahar van Afghanistan.